# كيرستن جيليبراند
كيرستن جيليبراند (بالإنجليزية: Kirsten Gillibrand)‏ (و. 1966  م) هي سياسية، ومحامية، من الولايات المتحدة الأمريكية، ولدت في ألباني، نيويورك. كانت من بين المتقدمين لنيل ترشيح الحزب الديمقراطي في انتخابات الرئاسة الأمريكية 2020، وأعلنت انسحابها من الترشح في 28 أغسطس 2019؛ إذ لم تحقق الشروط المطلوبة للمشاركة في المناظرة الثالثة لمرشحي الحزب الديمقراطي.

## مناصب
تولت منصب عضو مجلس الشيوخ الأمريكي، وعضو مجلس النواب الأمريكي.

## التعليم
تعلمت في كلية دارتموث، وكلية الحقوق في جامعة كاليفورنيا بلوس أنجلوس ‏.